# 大宁县
大宁县是中国山西省临汾市所辖的一个县。总面积为963平方公里，縣人民政府駐昕水镇。

## 行政区划
大宁县下辖2个镇、4个乡：
昕水镇、曲峨镇、三多乡、太德乡、徐家垛乡和太古乡。

## 人口
根据第七次人口普查数据，截至2020年11月1日零时，大宁县常住人口为52166人。

## 交通
- 209国道过境。